# Sophronisca obscura
Sophronisca obscura là một loài bọ cánh cứng trong họ Cerambycidae.